# Pitillas
Pitillas es una villa y un municipio español de la Comunidad Foral de Navarra, situado en la merindad de Olite, en la Zona Media de Navarra, en la Comarca de Tafalla y a 50 km de la capital de la comunidad, Pamplona. En el año 2024 contaba con 529 habitantes.
Se desarrolló probablemente a finales del siglo XI con gentes procedentes de Ujué. Se encuentra enclavado en un terreno ondulado que riega el río Zidacos al pie de la Sierra de Ujué.

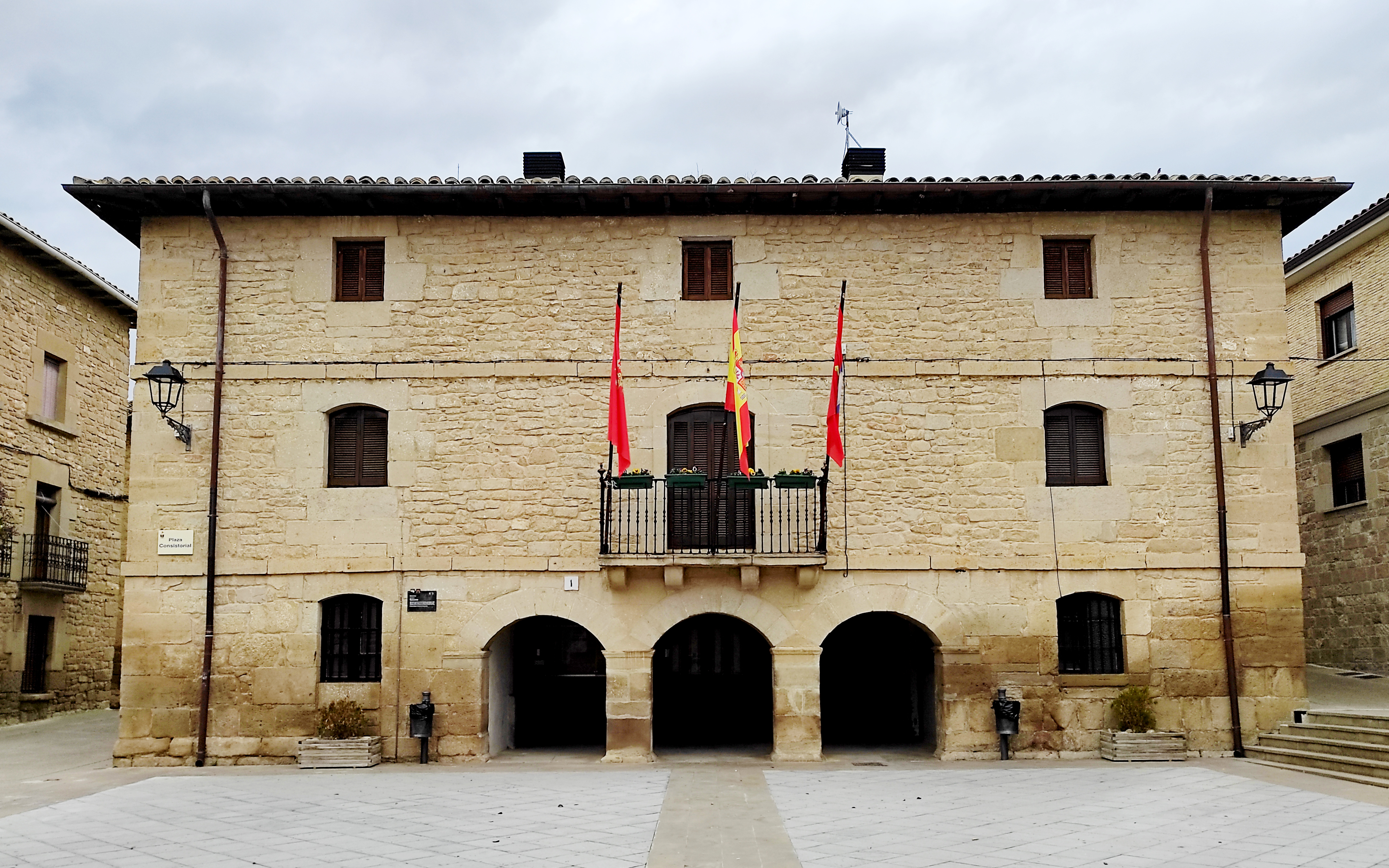
Ayuntamiento de Pitillas

## Geografía
Integrado en la comarca de Zona Media de Navarra, se sitúa a 50 kilómetros de Pamplona. El término municipal está atravesado por la carretera nacional N-121 (Pamplona-Tudela) y por carreteras locales que conectan con Beire, Murillo el Cuende y Santacara. El relieve del municipio es predominantemente llano, salvo al noreste, donde se encuentran las primeras estribaciones de la sierra de Ujué. El río Cidacos desciende de norte a sur y cuenta además con la laguna de Pitillas, un humedal de origen endorreico. La altitud oscila entre los 690 metros al noreste, cerca de la Sierra de Ujué, y los 340 metros a orillas del río Cidacos. El pueblo se alza a 357 metros sobre el nivel del mar. 
| Noroeste: Olite             | Norte: Beire                       | Noreste: Ujué      |
| Oeste: Olite                |                                    | Este: Ujué         |
| Suroeste: Murillo el Cuende | Sur: Murillo el Cuende y Santacara | Sureste: Santacara |

## Demografía
Pitillas cuenta con una población de 1758 habitantes (INE 2024).
| Gráfica de evolución demográfica de Pitillas entre 1842 y 2021                                                      |
| |
| Población de derecho según los censos de población del INE Población de hecho según los censos de población del INE |

## Economía
Municipio eminentemente agrícola dedicado también a otras actividades como la ganadería, sobre todo, ovina. Tuvo gran importancia la extracción y trabajo de la piedra, lo que atrajo numerosos canteros de zonas como Galicia. La piedra originaria de aquí se conoce como "piedra Pitillas" y, aunque ya está agotada, la extraída en la zona y de características similares, se sigue denominando Pitillas.[cita requerida]
La panadería y repostería se han mantenido en la localidad siendo muy conocidos sus magdalenas y polvorones.[cita requerida]

## Administración y política
| Partido político                                    | 2019  | 2019       | 2015  | 2015       | 2011  | 2011       | 2007  | 2007       | 2003  | 2003       | 1999  | 1999       | 1995  | 1995       | 1991  | 1991       |
| Partido político                                    | %     | Concejales | %     | Concejales | %     | Concejales | %     | Concejales | %     | Concejales | %     | Concejales | %     | Concejales | %     | Concejales |
| Agrupación Independiente de Pitillas (AIP)          | 65,95 | 5          | —     | —          | —     | —          | 59,38 | 4          | 54,78 | 4          | —     | —          | —     | —          | —     | —          |
| Partido Socialista de Navarra (PSN-PSOE)            | 31,60 | 2          | 84,01 | 7          | 72,42 | 6          | —     | —          | —     | —          | —     | —          | —     | —          | —     | —          |
| Partido Popular (PP)                                | —     | —          | —     | —          | 21,17 | 1          | —     | —          | —     | —          | —     | —          | —     | —          | —     | —          |
| Alternativa Democrática de Pitillas (ADP)           | —     | —          | —     | —          | —     | —          | 39,29 | 3          | 41,91 | 3          | —     | —          | —     | —          | —     | —          |
| Pitillas Solidaria (PS)                             | —     | —          | —     | —          | —     | —          | —     | —          | 2,61  | 0          | —     | —          | —     | —          | —     | —          |
| Agrupación Popular Progresista de Pitillas (APP-P)  | —     | —          | —     | —          | —     | —          | —     | —          | —     | —          | 92,92 | 7          | —     | —          | —     | —          |
| Candidatura Demócrata Independiente Pitillas (CDIP) | —     | —          | —     | —          | —     | —          | —     | —          | —     | —          | —     | —          | 94,10 | 7          | 69,53 | 5          |
| Candidatura Independiente Cidacos (CDIP)            | —     | —          | —     | —          | —     | —          | —     | —          | —     | —          | —     | —          | —     | —          | 29,45 | 2          |

## Patrimonio

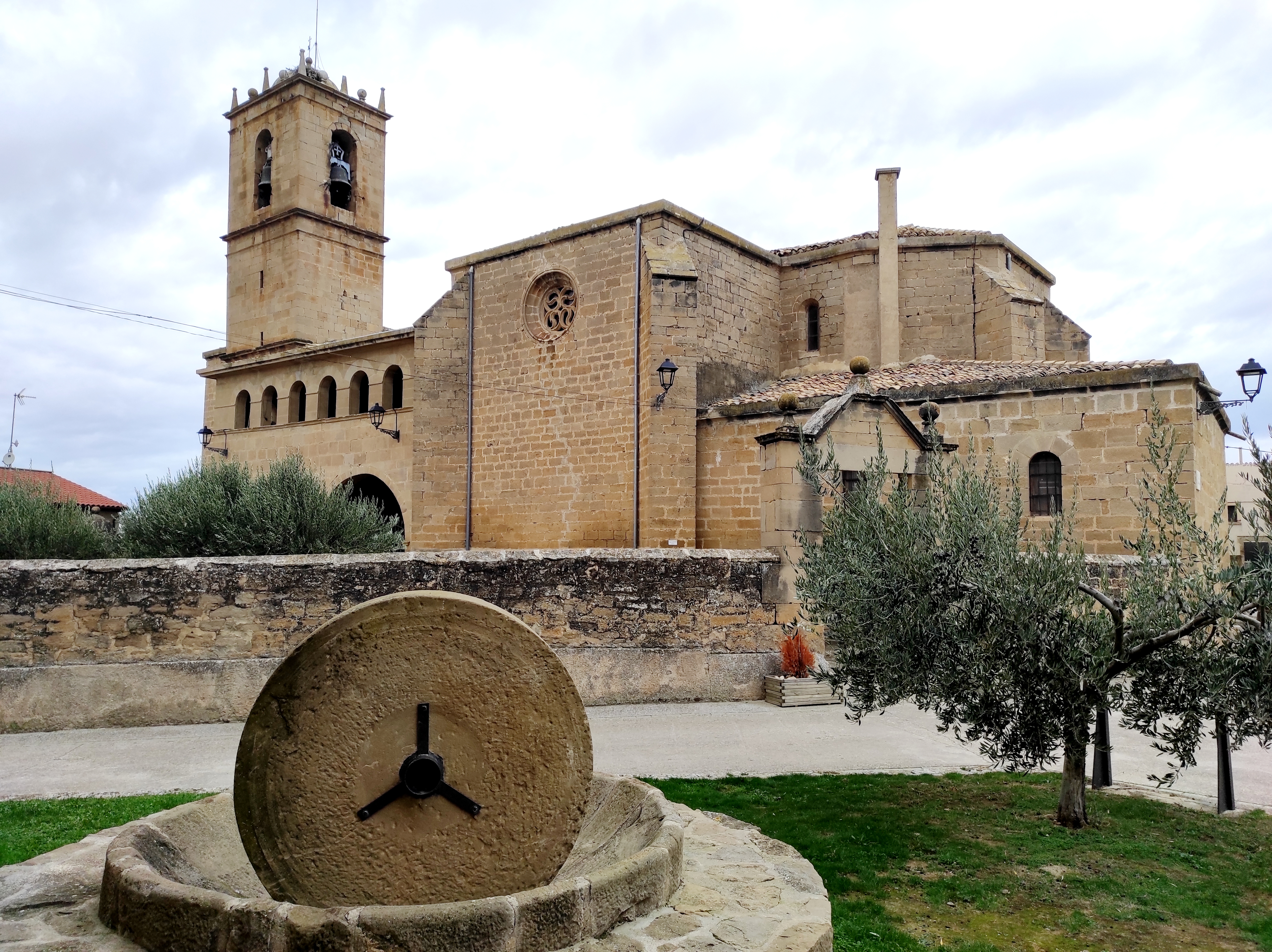
Iglesia de San Pedro

### Monumentos religiosos
- La iglesia de San Pedro, es un edificio de estilo gótico y renacentista, de principios del siglo XVII, con portada y torre algo posteriores, segunda mitad de siglo XVII. El retablo mayor es una obra barroca de notable calidad llevada a cabo entre 1708 y 1711.

### Monumentos civiles
En su conjunto urbano destacan varias casas del siglo XVII con blasones barrocos y rococós, un palacio con sllería del siglo XVII y el ayuntamiento, del siglo XVII.

### Lugares de interés
Laguna de Pitillas
Humedal que mide entre 250 y 300 hectáreas que pertenecen a los municipios de Pitillas y Santacara. Fue declarada Reserva Natural en 1987.
Es el segundo humedal de Navarra por la diversidad de aves acuáticas que en el nidifican y el primero por el número de especies migratorias que allí invernan. Entre éstas están ánsares, ansarones, ánades reales, porrones comunes, fochas, cercetas etc.
Se abastece con agua de lluvia y fundamentalmente de los aportes de los barrancos que bajan de la sierra de Ujué.
Es de origen endorreico con distribución en cinturones de plantas acuáticas y anfibios, en relación con la duración del encharcamiento, la profundidad y la salinidad.